# Ordre de bataille de la Force expéditionnaire britannique en 1940

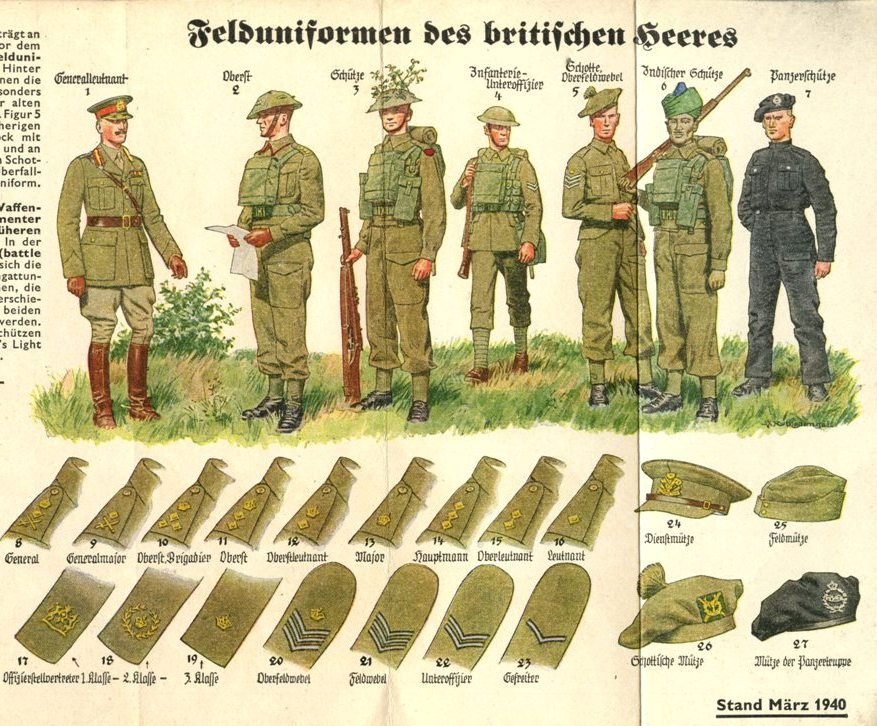
Uniformes des soldats de l'armée britanniques en 1939 - 1940 par Herbert Rothgaengel.

Il s'agit de l'ordre de bataille du British Expeditionary Force du 9 mai 1940, la veille du commencement de la Bataille de France.

## G.H.Q. reserve
- G.H.Q. (Ces troupes n'étaient pas une formation combattante. Elles ont été affectées, à titre temporaire ou permanent, aux quartiers généraux du corps d'armée, divisions, ou d'autres formations, ou ont été utilisés à des fins spéciales.]

- - Royal Armoured Corps (Corps Blindé)
    - 1st Army Tank Brigade (United Kingdom) (en)
      - 4th Royal Tank Regiment (en)
      - 7th Royal Tank Regiment

    - 1st Armoured Brigade (United Kingdom)
      - 1st East Riding Yeomanry (en)

    - 1st Fife and Forfar Yeomanry (en)
      - 12th Royal Lancers (en) (Prince of Wales's) (Véhicules blindés légers)

  - HQ Royal Artillery
    - 1st Super Heavy Regiment, RA
    - 1st Anti-Aircraft Brigade (United Kingdom) (en) (1st AA Bde)
      - 1st Anti-Aircraft Regiment, RA
      - 6th Heavy Anti-Aircraft Regiment, Royal Artillery (en)
      - 85th (Tees) Heavy Anti-Aircraft Regiment, Royal Artillery (en) (85th HAA Rgt)

    - 2nd Anti-Aircraft Brigade (United Kingdom) (en) (2 AA Bde)
      - 60th Anti-Aircraft Regiment
      - 51st Light Anti-Aircraft Regiment
      - 58th Light Anti-Aircraft Regiment

    - 4th Anti-Aircraft Brigade
      - 4th Anti-Aircraft Regiment
      - 1st Light Anti-Aircraft Battery

    - 5th Searchlight Brigade
      - 1st Searchlight Regiment, Royal Artillery (en)
      - 2nd Searchlight Regiment
      - 3rd Searchlight Regiment

  - HQ Royal Engineers
    - 100th Army Field Company
    - 101st Army Field Company
    - 216th Army Field Company
    - 228th Field Company
    - 242nd Field Company
    - 223rd Field Park Company
    - 19th Army Field Survey Company
    - 58th Chemical Warfare Company (guerre chimique)
    - 61st Chemical Warfare Company
    - 62nd Chemical Warfare Company

  - Une brigade d'unités d'infanterie
    - 1st Battalion The Welsh Guards (Bataillon de défense du GQG)
    - 9th Battalion The West Yorkshire Regiment (Garnison)
    - 14th Battalion The Royal Fusiliers (Garnison)

- 5th Infantry Division (United Kingdom) - Général Harold Franklyn
  - HQ Royal Artillery
    - 9th Field Regiment,
    - 91st Field Regiment,
    - 52nd Anti-Tank Regiment,

  - HQ Royal Engineers
    - 245th Field Company,
    - 252nd Field Company,
    - 254th Field Park Company,

  - 13th Infantry Brigade (United Kingdom) (en)
    - 2nd Battalion The Cameronians
    - 2nd Battalion The Royal Inniskilling Fusiliers (en)
    - 2nd Battalion The Duke of Edinburgh's Royal Regiment (Berkshire and Wiltshire) (en)
    - 13th Infantry Brigade Anti-Tank Company

  - 17th Infantry Brigade (United Kingdom) (en)
    - 2nd Battalion The Royal Scots Fusiliers
    - 2nd Battalion Northamptonshire Regiment
    - 6th Battalion The Seaforth Highlanders
    - 17th Infantry Brigade Anti-Tank Company

## Ier Corps
Le Ier Corps était commandée par le Général Michael Barker
- Corps Troops
  - HQ Royal Artillery
    - 27th Army Field Regiment,
    - 98th Army Field Regiment,
    - 115th Army Field Regiment,
    - 140th Army Field Regiment,
    - 1st Medium Regiment,
    - 3rd Medium Regiment,
    - 5th Medium Regiment,
    - 61st Medium Regiment (en),
    - 63rd Medium Regiment (en),
    - 1st Heavy Regiment,
    - 3rd Super Heavy Regiment,
    - 52nd Light Antiaircraft Regiment,
    - 2nd Light Antiaircraft Battery,
    - 1st Survey Regiment,

  - HQ Royal Engineers
    - 102nd Army Field Company,
    - 107th Army Field Company,
    - 221st Army Field Company,
    - 105th Corps Field Park Company,
    - 13th Corps Field Survey Company,

  - 4th Battalion Cheshire Regiment (en) (Mitrailleuses)
  - 6th Battalion Argyll & Sutherland Highlanders (Mitrailleuses)
  - 6th Battalion King's Own Royal Border Regiment (en) (Lancaster)(Génie)
  - 7th Battalion King's Own Royal Border Regiment (Lancaster) (Génie)

- 1re division d'infanterie (Royaume-Uni) (en) - Général H. R. L. G. Alexander
  - Divisional Troops
    - HQ Royal Artillery
      - 2nd Field Regiment,
      - 19th Field Regiment,
      - 67th Field Regiment,
      - 21st Anti-Tank Regiment,

    - HQ Royal Engineers
      - 23rd Field Company,
      - 238th Field Company,
      - 248th Field Company,
      - 6th Field Park Company,

    - 13th/18th Royal Hussars (Queen Mary's Own)
    - 2nd Battalion The Cheshire Regiment (Mitrailleuses)
    - 1st Divisional Signals

  - 1st Infantry Guards Brigade (en)
    - 3rd Battalion Grenadier Guards
    - 2nd Battalion Coldstream Guards
    - 2nd Battalion Royal Hampshire Regiment
    - 1st Infantry Brigade Anti-Tank Company

  - 2e brigade d'infanterie (Royaume-Uni) (en) - Brigadier Charles Edward Hudson (en)
    - 1st Battalion Loyal Regiment (North Lancashire) (en)
    - 2nd Battalion North Staffordshire Regiment (Prince of Wales's) (en)
    - 6th Battalion Gordon Highlanders
    - 2nd Infantry Brigade Anti-Tank Company

  - 3e brigade d'infanterie (Royaume-Uni) (en)
    - 1st Battalion Duke of Wellington's Regiment (en)
    - 2nd Battalion Sherwood Foresters (en)
    - 1st Battalion King's Shropshire Light Infantry (en)
    - 3rd Infantry Brigade Anti-Tank Company

- 2e Infantry Division - Général Henry Charles Loyd (en)
  - Divisional Troops
    - HQ Royal Artillery
      - 10th Field Regiment,
      - 16th Field Regiment,
      - 99th Field Regiment,
      - 13th Anti-Tank Regiment,

    - HQ Royal Engineers
      - 5th Field Company,
      - 11th Field Company,
      - 38th Field Company,
      - 21st Field Park Company,

    - 4th/7th Royal Dragoon Guards (en)
    - 2nd Battalion The Manchester Regiment (Mitrailleuses)
    - 2nd Divisional Signals

  - 4e brigade d'infanterie (Royaume-Uni) (en)
    - 1st Battalion The Royal Scots
    - 2nd Battalion Royal Norfolk Regiment (en)
    - 1/8th Battalion The Lancashire Fusiliers
    - 4th Infantry Brigade Anti-Tank Company

  - 5e brigade d'infanterie (Royaume-Uni)
    - 1st Battalion Queen's Own Cameron Highlanders
    - 2nd Battalion Dorsetshire Regiment (en)
    - 7th Battalion Worcestershire Regiment
    - 5th Infantry Brigade Anti-Tank Company

  - 6e brigade d'infanterie (Royaume-Uni) (en)
    - 1st Battalion Royal Welch Fusiliers
    - 1st Battalion Royal Berkshire Regiment
    - 2nd Battalion Durham Light Infantry
    - 6th Infantry Brigade Anti-Tank Company

- 48th (South Midland) Infantry Division (en) - Général Andrew Thorne (en)
  - Troupes Divisionnaires
    - HQ Royal Artillery
      - 18th Field Regiment,
      - 24th Field Regiment,
      - 68th Field Regiment,
      - 53rd Anti-Tank Regiment,

    - HQ Royal Engineers
      - 9th Field Company,
      - 224th Field Company,
      - 226th Field Company,
      - 227th Field Park Company,

    - 4th Battalion The Cheshire Regiment (en), (Mitrailleuses),

  - 143e brigade d'infanterie (Royaume-Uni) (en)
    - 1st Battalion Oxfordshire and Buckinghamshire Light Infantry
    - 5th Battalion Royal Warwickshire Fusiliers (en)
    - 1/7th Battalion Royal Warwickshire Fusiliers (en)
    - 143rd Infantry Brigade Anti-Tank Company

  - 144th Infantry Brigade (en)
    - 2nd Battalion Royal Warwickshire Fusiliers (en)
    - 5th Battalion Gloucestershire Regiment
    - 8th Battalion Worcestershire Regiment
    - 144rd Infantry Brigade Anti-Tank Company

  - 145e brigade d'infanterie (Royaume-Uni) (en)
    - 2nd Battalion Gloucestershire Regiment
    - 4th Oxfordshire and Buckinghamshire Light Infantry
    - 1st (Buckinghamshire Battalion) Oxfordshire and Buckinghamshire Light Infantry
    - 144th Infantry Brigade Anti-Tank Company

## IIe Corps
Le IIe Corps était commandé par le Général Alan Brooke
- Corps Troops
  - HQ Royal Artillery
    - 2nd Regiment, Royal Horse Artillery (en),(Royal Horse Artillery)
    - 32nd Army Field Regiment,
    - 60th Army Field Regiment (en),
    - 88th Army Field Regiment,
    - 2nd Medium Regiment,
    - 4th Medium Regiment,
    - 53rd Medium Regiment,
    - 58th Medium Regiment,
    - 59th Medium Regiment,
    - 51st Heavy Regiment,
    - 2nd Super Heavy Regiment,
    - 53rd Light Antiaircraft Regiment,
    - 2nd Survey Regiment,

  - HQ Royal Engineers
    - 222nd Army Field Company,
    - 234th Army Field Company,
    - 240th Army Field Company,
    - 108th Corps Field Park Company,
    - 14th Corps Field Survey Company,

  - 8th Battalion The Middlesex Regiment (en) (Mitrailleuses)
  - 4th Battalion The Gordon Highlanders (Mitrailleuses)
  - 8th Battalion The King's Own Royal Border Regiment (Lancaster) (en) (Génie)
  - 9th Battalion The King's Own Royal Border Regiment (Lancaster) (en) (Génie)
- 3e Infantry Division - Général Bernard Law Montgomery
  - Troupes Divisionnaires
    - HQ Royal Artillery
      - 7th Field Regiment,
      - 3rd Field Regiment,
      - 76th Field Regiment,
      - 20th Anti-Tank Regiment,

    - HQ Royal Engineers
      - 17th Field Company,
      - 248th Field Company,
      - 253rd Field Company,
      - 15th Field Park Company,

    - 15th/19th The King's Royal Hussars (en)
    - 1st/7th Battalion The Middlesex Regiment (en) (Mitrailleuses)
    - 2nd Battalion The Middlesex Regiment (en) (Mitrailleuses)
    - 3rd Divisional Signals

  - 7th Infantry Guards Brigade (en)
    - 1st Battalion Grenadier Guards
    - 2nd Battalion Grenadier Guards
    - 1st Battalion Coldstream Guards
    - 7th Infantry Brigade Anti-Tank Company

  - 8th Infantry Brigade (en)
    - 1st Battalion The Suffolk Regiment (en)
    - 2nd Battalion Prince of Wales's Own Regiment of Yorkshire
    - 4th Battalion The Duke of Edinburgh's Royal Regiment (Berkshire and Wiltshire) (Princess Charlotte of Wales's)
    - 8th Infantry Brigade Anti-Tank Company

  - 9th Infantry Brigade (en)
    - 2nd Battalion The Lincolnshire Regiment
    - 1st Battalion The King's Own Scottish Borderers
    - 2nd Battalion Royal Ulster Rifles
    - 9th Infantry Brigade Anti-Tank Company

- 4e Infantry Division - Général Dudley Graham Johnson (en)
  - Divisional Headquarters
    - HQ Royal Artillery
      - 22nd Field Regiment,
      - 30th Field Regiment,
      - 77th Field Regiment,
      - 14th Anti-Tank Regiment,

    - HQ Royal Engineers
      - 7th Field Company,
      - 59th Field Company,
      - 225th Field Company,
      - 18th Field Park Company,

    - 5th Royal Inniskilling Dragoon Guards
    - 2nd Battalion Royal Northumberland Fusiliers (en) (Mitrailleuses)

  - 10th Infantry Brigade (en) - Brig. Evelyn Barker
    - 2nd Battalion Bedfordshire Regiment (en)
    - 2nd Battalion Duke of Cornwall's Light Infantry
    - 6th Battalion East Surrey Regiment (en)
    - 10th Infantry Brigade Anti-Tank Company

- - 11th Infantry Brigade (en) - Brig. Kenneth Anderson
    - 2nd Battalion Lancashire Fusiliers
    - 1st Battalion East Surrey Regiment
    - 5th Battalion Northamptonshire Regiment (en)
    - 11th Infantry Brigade Anti-Tank Company

  - 12th Infantry Brigade (en) - Brig. John Hawkesworth (général)
    - 2nd Battalion Royal Fusiliers
    - 1st Battalion South Lancashire Regiment (en)
    - 6th Battalion Black Watch
    - 12th Infantry Brigade Anti-Tank Company

- 50e Motor Infantry Division (Northumbrian) – Général Giffard Le Quesne Martel (en)
  - Troupes Divisionnaires
    - HQ Royal Artillery
      - 72nd Field Regiment,
      - 74th Field Regiment,
      - 92nd Field Regiment,
      - 65th Anti-Tank Regiment (en),

    - HQ Royal Engineers
      - 232nd Field Company,
      - 505th Field Company,
      - 235th Field Park Company,

    - 4th Battalion Royal Northumberland Fusiliers (en) (Motocyclistes)

  - 150th Infantry Brigade (en),
    - 4th Battalion East Yorkshire Regiment
    - 4th Battalion The Green Howards (en)
    - 5th Battalion The Green Howards (en)
    - 150th Infantry Brigade Anti-Tank Company

  - 151st Infantry Brigade,
    - 6th Battalion The Durham Light Infantry
    - 8th Battalion The Durham Light Infantry
    - 9th Battalion The Durham Light Infantry
    - 151st Infantry Brigade Anti-Tank Company

- - 25th Infantry Brigade (en) Général William Ramsden (en)
    - 1/7th Battalion The Queen's Royal Regiment
    - 2nd Battalion The Essex Regiment
    - 1st Battalion The Royal Irish Fusiliers
    - 25th Infantry Brigade Anti-Tank Company

## III Corps
Le IIIe Corps (Royaume-Uni) était commandé par le Lieutenant-Général Sir Ronald Forbes Adam
- Corps Troops
  - HQ Royal Artillery
    - 5th Regiment Royal Horse Artillery (en)
    - 97th Army Field Regiment (en)
    - 139th Army Field Regiment,
    - 56th Medium Regiment (en),
    - 65th Medium Regiment (en),
    - 69th Medium Regiment (en),
    - 52nd Heavy Regiment (en),
    - 54th Light Antiaircraft Regiment,
    - 3rd Survey Regiment,

  - HQ Royal Engineers
    - 214th Army Field Company,
    - IIIe Corps (Royaume-Uni) 217th Army Field Company,
    - 293rd Corps Field Park Company,
    - 514th Corps Field Survey Company

  - 1st/9th Battalion The Manchester Regiment (Mitrailleuses)
  - 1st/6th Battalion The South Staffordshire Regiment (en) (Génie)

- 42nd Infantry Division (East Lancashire) – Général William Holmes
  - HQ Royal Artillery
    - 52nd Field Regiment,
    - 53rd Field Regiment,
    - 56th Anti-Tank Regiment,

  - HQ Royal Engineers
    - 200th Field Company,
    - 201st Field Company,
    - 250th Field Company,
    - 208th Field Park Company,

- - 125th Infantry Brigade (en)
    - 1st Battalion The King's Own Royal Border Regiment
    - 5th Battalion The Lancashire Fusiliers
    - 6th Battalion The Lancashire Fusiliers
    - 125th Infantry Brigade Anti-Tank Company

- - 126th Infantry Brigade (en) - général Eric Miles (en)
    - 1st Battalion East Lancashire Regiment (en)
    - 5th Battalion  King's Own Royal Regiment (Lancaster) (en)
    - 5th Battalion Border Regiment
    - 126th Infantry Brigade Anti-Tank Company

- - 127th Infantry Brigade (en) - général John Smyth
    - 4th Battalion East Lancashire Regiment (en)
    - 5th Battalion Manchester Regiment
    - 1st Battalion Highland Light Infantry
    - 127th Infantry Brigade Anti-Tank Company

- 44th Infantry Division (Home Counties) - général Edmund Osborne (en)
  - HQ Royal Artillery
    - 57th Field Regiment (en),
    - 58th Field Regiment (en),
    - 65th Field Regiment,
    - 57th Anti-Tank Regiment,

  - HQ Royal Engineers
    - 11th Field Company,
    - 208th Field Company,
    - 210th Field Company,
    - 211th Field Park Company,

- - 131st Infantry Brigade
    - 2nd Battalion The Buffs (en)
    - 5th Battalion The Queen's Royal Surrey Regiment (West Surrey) (en)
    - 6th Battalion The Queen's Royal Surrey Regiment (West Surrey) (en)
    - 131st Infantry Brigade Anti-Tank Company

- - 132nd Infantry Brigade (en) - général James Steele (en)
    - 1st Battalion The Queen's Own Royal West Kent Regiment (en)
    - 4th Battalion The Queen's Own Royal West Kent Regiment (en)
    - 5th Battalion The Queen's Own Royal West Kent Regiment (en)
    - 132nd Infantry Brigade Anti-Tank Company

- - 133rd Infantry Brigade (en)
    - 2nd Battalion The Royal Sussex Regiment (en)
    - 4th Battalion The Royal Sussex Regiment (en) 4th Battalion The Royal Sussex Regiment
    - 5th Battalion The Royal Sussex Regiment (en) 5th Battalion The Royal Sussex Regiment
    - 133rd Infantry Brigade Anti-Tank Company

## Armée de la Sarre
Général Victor Fortune (en)

Le 10 mai 1940, cette force faisait partie corps d'armée coloniale de la 3e armée française en face de la Ligne Maginot.
- 51st (Highland) Infantry Division - (Major-Général Victor Fortune (en))
  - HQ Royal Artillery
    - 17th Field Regiment, RA
    - 23rd Field Regiment, RA
    - 75th Field Regiment, RA
    - 51st Anti-Tank Regiment, RA

  - HQ Royal Engineers
    - 26th Field Company, RE
    - 236th Field Company, RE
    - 237th Field Company, RE
    - 239th Field Park Company, RE

  - 152nd Infantry Brigade
    - 2nd Battalion Seaforth Highlanders (en)
    - 4th Battalion Seaforth Highlanders (en)
    - 4th Battalion Queen's Own Cameron Highlanders (en)
    - 152nd Infantry Brigade Antitank Company

  - 153rd Infantry Brigade (en)
    - 4th Battalion Black Watch (en)
    - 1st Battalion Gordon Highlanders (en)
    - 5th Battalion Gordon Highlanders (en)
    - 153rd Infantry Brigade Antitank Company

  - 154th Infantry Brigade (en)
    - 1sth Battalion Black Watch (en))
    - 7th Argyll & Sutherland Highlanders
    - 8th Argyll & Sutherland Highlanders
    - 154th Infantry Brigade Antitank Company

Unités rattachées à la Units 51st (Highland) Infantry Division en avril 1940 pour former la force de la Sarre
- 1st Lothians and Border Horse (en)
- 1st Regiment Royal Horse Artillery
- 97th Field Regiment (en) (one battery), RA
- 51st Medium Regiment (en), RA
- 213th Field Company, RE
- 7th Battalion Royal Northumberland Fusiliers (en) (Mitrailleuses)
- 1st Battalion Princess Louise's Kensington Regiment, The Middlesex Regiment (en) (Mitrailleuses)
- 7th Battalion Royal Norfolk Regiment (en) (Sapeurs)
- 6th Battalion Royal Scots Fusiliers (en) (Sapeurs)

## Autres troupes en cours de formation, en France
Bien que toutes ces unités aient participé à la bataille de la France, ces trois divisions ne sont pas suffisamment préparées à combattre en mai 1940. 
Aucune d’elles ne possédait d’artillerie. 
Seul un tiers des bataillons avaient une préparation militaire minime.
- 12th Infantry Division - (Major-Général R. L. Petre)
  - Divisional Troops
    - HQ Royal Engineers
      - 262nd Field Company, RE
      - 263rd Field Company, RE
      - 264th Field Company, RE
      - 265th Field Park Company, RE

  - 35th Infantry Brigade
    - 2/5th Battalion The Queen's Royal Surrey Regiment (West Surrey)
    - 2/6th Battalion The Queen's Royal Surrey Regiment (West Surrey)
    - 2/7th Battalion The Queen's Royal Surrey Regiment (West Surrey)

  - 36th Infantry Brigade
    - 5th Battalion The Buffs
    - 6th Battalion The Queen's Own Royal West Kent Regiment
    - 7th Battalion The Queen's Own Royal West Kent Regiment

  - 37th Infantry Brigade
    - 2/6th Battalion East Surrey Regiment (en)
    - 6th Battalion Royal Sussex Regiment
    - 7th Battalion Royal Sussex Regiment

- 23rd (Northumbrian) Infantry Division - (Major-Général A. E. Herbert)
  - Divisional Troops
    - HQ Royal Engineers
      - 233rd Field Company, RE
      - 507th Field Company, RE
      - 508th Field Park Company, RE

    - 8th Battalion Northumberland Fusiliers (Motocyclettes)
    - 9th Battalion Northumberland Fusiliers (Mitrailleuses)

  - 69th Infantry Brigade
    - 5th Battalion East Yorks
    - 6th Battalion Green Howards
    - 7th Battalion Green Howards

  - 70th Infantry Brigade
    - 10th Battalion Durham Light Infantry
    - 11th Battalion Durham Light Infantry
    - 1st Battalion The Tyneside Scottish

- 46th Infantry Division - (Major-Général H. O. Curtis)
  - Divisional Troops
    - HQ Royal Engineers
      - 270th Field Company, RE
      - 271st Field Company, RE
      - 272nd Field Company, RE
      - 273rd Field Park Company, RE

    - 2/7th Battalion, The Middlesex Regiment,

  - 137th Infantry Brigades
    - 2/5th Battalion West Yorkshire Regiment
    - 2/6th Battalion Duke of Wellington's Regiment
    - 2/7th Battalion Duke of Wellington's Regiment

  - 138th Infantry Brigade
    - 6th Battalion Lincolnshire Regiment
    - 274th Battalion King's Own Yorkshire Light Infantry
    - 6th Battalion York et Lancaster Regiment

  - 139th Infantry Brigade
    - 2/5th Battalion Leicestershire Regiment
    - 2/5th Battalion Sherwood Foresters
    - 9th Battalion Sherwood Foresters

## Ligne de communication des troupes
- Royal Artillery
  - 3rd Anti-Aircraft Brigade
    - 2nd Anti-Aircraft Regiment, RA
    - 8th Anti-Aircraft Regiment, RA
    - 79th Anti-Aircraft Regiment, RA
    - 4th Light Anti-Aircraft Battery, RA
- Royal Engineers
  - 104th Army Troops Company, RE
  - 106th Army Troops Company, RE
  - 110th Army Troops Company, RE
  - 212th Army Troops Company, RE
  - 218th Army Troops Company, RE
- Unbrigaded Infantry Battalions Les compagnies et les détachements de même peloton de ces bataillons ont été postés dans différentes bases à l'arrière des zones de combats
  - 4th Battalion The Buffs
  - 14th Battalion The Royal Fusiliers
  - 12th Battalion The Royal Warwickshire Regiment
  - 4th Battalion The King's Own Royal Border Regiment (The Border Regiment)
  - 1st/5th Battalion The Sherwood Foresters

## Unités arrivant en France après le 10 mai 1940
- 1st Armoured Division - (major-général Evans) Ces unités arrivées en France entre le 15 mai et 21 mai 1940 ont combattu au sud de la Somme.
  - 2nd Armoured Brigade
    - 1st The Queen's Dragoon GuardsQueen's Bays (2nd Dragoon Guards)
    - 9th Queen's Royal Lancers
    - 10th Royal Hussars

  - 3rd Armoured Brigade
    - 2nd Battalion Royal Tank Regiment
    - 3rd Battalion Royal Tank Regiment (Détaché avec la British 30th Infantry Brigade pour défendre Calais le 21 mai 1940)
    - 5th Battalion Royal Tank Regiment

  - 1st Support Group
    - 101st Light Anti-Aircraft and Anti-Tank Regiment
    - British 30th Infantry Brigade Détachée pour défendre Calais le 21 mai 1940)
      - 2nd Battalion King's Royal Rifle Corps
      - 1st Bataillon de la Brigade des fusiliers
- British 20th Independent Infantry Brigade (Guards) (Détaché d'Angleterre pour défendre Boulogne-sur-Mer le 21 mai 1940)
  - 2nd Battalion Irish Guards
  - 2nd Battalion Welsh Guards
  - 20th Brigade Anti-Tank Company
- Unbrigaded Infantry
  - 1st Battalion Queen Victoria's Rifles, (The King's Royal Rifle Corps) [Motorcycle] [Bataillon blindé envoyé pour défendre Calais le 21 mai 1940... sans ses véhicules). Rattaché à la British 30th Infantry Brigade.

Les unités suivantes ont été envoyés en France pendant la deuxième semaine de juin 1940, afin de former un deuxième British Expeditionary Force, qui devait être commandé par le Général Alan Brooke. Finalement, fin juin, toutes ces unités ont été évacuées lors de l'opération Ariel.
- 52e division d'infanterie (Lowland) britannique - (Major-Général James S. Drew)
  - Divisional Troops
    - HQ Royal Artillery
      - 70th Field Regiment, RA
      - 71st Field Regiment, RA
      - 78th Field Regiment, RA
      - 54th Anti-Tank Regiment, RA

    - HQ Royal Engineers
      - 202nd Field Company, RE
      - 241st Field Company, RE
      - 554th Field Company, RE
      - 243rd Field Park Company, RE

  - 155th Infantry Brigade
    - 7/9th Battalion Royal Scots
    - 4th Battalion King's Own Scottish Borderers
    - 5th Battalion King's Own Scottish Borderers

  - 156th Infantry Brigade
    - 4/5th Battalion Royal Scots Fusiliers
    - 6th Battalion Queen's Own Cameron Highlanders
    - 7th Battalion Queen's Own Cameron Highlanders

  - 157th Infantry Brigade
    - 1st Battalion Glasgow Highlanders
    - 5th Battalion Highland Light Infantry
    - 6th Battalion Highland Light Infantry

- 1st Canadian Infantry Brigade
  - The Royal Canadian Regiment
  - The Hastings and Prince Edward Regiment
  - 48th Highlanders of Canada
  - 1st Field Regiment Royal Canadian Horse Artillery